# Antoine Sibierski
Antoine Sibierski (Lille, 1974. augusztus 5. –) francia labdarúgó, jelenleg az angol Wigan Athletic középpályása.